# Кухчанка
Кухчанка, Кущанка, Железнецька — річка в Зарічненському районі Рівненській області України. Ліва притока Веселухи (басейн Дніпра).

## Опис
Довжина 21,2 км. Протікає територією Кухітсько-Вільської та Кухченської сільських рад. Впадає в р. Веселуху і є її лівою притокою. Замерзає взимку.
Є магістральним каналом меліоративної системи «Веселуха».